# Arab-sivatag (Arábia)
Az Arab-sivatag egy hatalmas sivatag, amit az Arab-félsziget sivatagjai alkotnak együttesen. Jementől a Perzsa-öbölig, Omántól Jordániáig és Irakig terjed. Az Arab-félsziget legnagyobb részét elfoglalja a maga 2 330 000 km2-es területével. Ez a világ ötödik legnagyobb sivatagja és Ázsia legnagyobb sivataga. Középpontjában a világ legnagyobb folytonos homoksivataga, a Rab-el-Háli (üres negyed).

## Határai
A sivatag többnyire Szaúd-Arábiában fekszik, átnyúlva a környező országokba: Egyiptom (Sínai-félsziget), Dél-Irak és Dél-Jordánia területére. Az Arab-sivatagot 5 ország határolja: Katar, Egyesült Arab Emírségek, Omán és Jemen.

## Lakosok
A térség számos kultúrának, nyelvnek és népeknek ad otthont. Az itt élők többsége iszlám vallású. A régió fő etnikai csoportja az arabok, akiknek az elsődleges nyelve az arab.

### Települések
A sivatag központjában van Rijád, Szaúd-Arábia fővárosa, aminek több mint 7 millió lakosa van. Más nagyvárosok, mint például Dubaj, Abu-Dzabi vagy Kuvaitváros, a Perzsa-öböl partján fekszenek.

## Fordítás
- Ez a szócikk részben vagy egészben  az   Arabian Desert című angol Wikipédia-szócikk ezen változatának fordításán alapul.  Az eredeti cikk szerkesztőit annak laptörténete sorolja fel. Ez a jelzés csupán a megfogalmazás eredetét és a szerzői jogokat jelzi, nem szolgál a cikkben szereplő információk forrásmegjelöléseként.